# Busby Babes

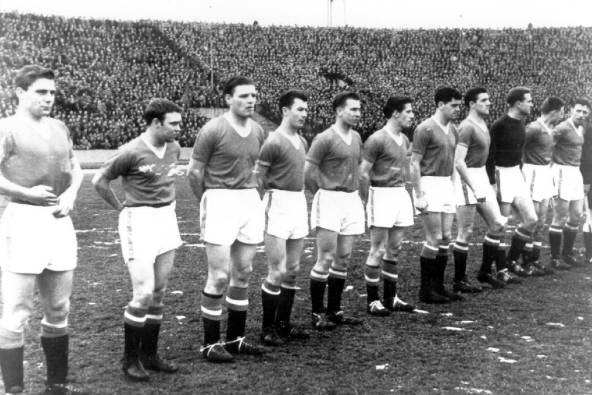
Os "Busby Babes" do Manchester United, fotografadas em 1958, antes do seu último jogo.

Os "Busby Babes" foram o grupo de futebolistas, recrutados e treinados pelo chefe de olheiros do Manchester United, Joe Armstrong, e pelo auxiliar técnico Jimmy Murphy, que passaram da equipe de juniores do clube para a equipe principal sob a direção do homônimo Matt Busby, a partir do final da década de 1940 e durante toda a década de 1950. O plantel mais associado ao nome "babes" foi o da temporada 1957–58, muitos dos quais morreram no desastre aéreo de Munique em 1958 e que, com uma média de idades de 22 anos, tinham sido apontados para dominar o futebol europeu nos anos seguintes.

## História

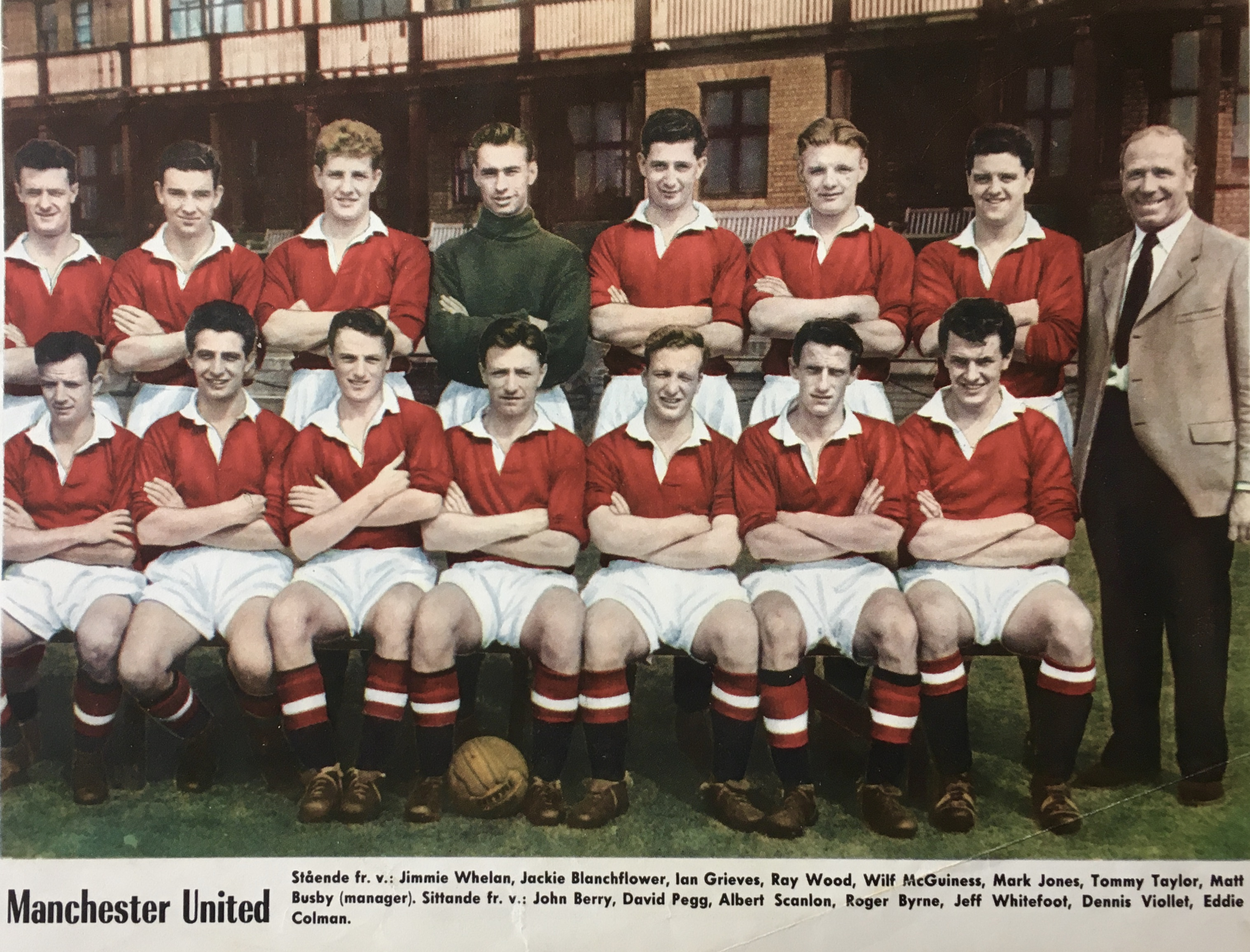
Manchester United F.C. em 1957 - a partir da esquerda, em pé: Liam Whelan, Jackie Blanchflower, Ian Greaves, Ray Wood, Wilf McGuinness, Mark Jones, Tommy Taylor, Matt Busby (treinador); fila da frente: Johnny Berry, David Pegg, Albert Scanlon, Roger Byrne, Jeff Whitefoot, Dennis Viollet e Eddie Colman.

Os Busby Babes destacavam-se não só por serem jovens e talentosos, mas também por terem sido formados pelo próprio clube, em vez de serem comprados a outros clubes, como era habitual na altura. O termo, cunhado pelo jornalista do Manchester Evening News, Tom Jackson, em 1951, refere-se normalmente aos jogadores que venceram o campeonato da liga nas temporadas 1955–56 e 1956–57, com uma média de idades de 21 e 22 anos, respetivamente.
Oito dos jogadores - Roger Byrne (28 anos), Eddie Colman (21 anos), Mark Jones (24 anos), Duncan Edwards (21 anos), Liam Whelan (22 anos), Tommy Taylor (26 anos), David Pegg (22 anos) e Geoff Bent (25 anos) - morreram no desastre aéreo de Munique, em fevereiro de 1958, ou em consequência do mesmo. Jackie Blanchflower, com 24 anos na altura do acidente, e o jogador sênior Johnny Berry, com 31 anos na altura do acidente, ficaram feridos de tal forma que nunca mais voltaram a jogar. Berry era o jogador mais velho da equipe na altura do acidente, vindo do Birmingham City em 1951, altura em que tinha 25 anos.
Alguns dos jogadores da equipe nessa altura tinham sido comprados a outros clubes. Um deles, o goleiro Ray Wood, tinha apenas 18 anos quando chegou ao United vindo do Darlington em 1949. O sucessor de Wood na equipe principal, Harry Gregg, foi contratado em dezembro de 1957 ao Doncaster Rovers, na altura o goleiro mais caro do mundo, por £23.500. Taylor tinha sido um dos jogadores mais caros do futebol inglês quando o United pagou £29.999 por ele, aos 21 anos, vindo do Barnsley em 1953. Berry já estava no clube há dois anos quando Taylor chegou.
Outros "Busby Babes" notáveis incluem o lateral Bill Foulkes, os pontas Kenny Morgans e Albert Scanlon, o atacante Dennis Viollet, o meio-campo Wilf McGuinness, que mais tarde se tornou diretor do Manchester United, e os atacantes John Doherty, Colin Webster e Eddie Lewis. Doherty tinha acabado de ser vendido ao Leicester City.
Bobby Charlton, com 20 anos na altura do acidente, parou de jogar em 1975. Deixara o Manchester United dois anos antes e continuara a jogar como jogador e treinador do Preston North End. Enquanto jogador, estabeleceu o recorde de gols de sempre do Manchester United e da Inglaterra. Este recorde foi mais tarde quebrado por outro jogador do United, Wayne Rooney. O recorde de presenças de Charlton manteve-se inalterado durante 35 anos após o seu último jogo pelo United. O seu recorde na Inglaterra só foi batido em 2015, quando o mesmo Rooney marcou o seu 50º gol na Inglaterra.
Bill Foulkes, que se aposentou em 1970, estava no clube quando a Taça dos Campeões Europeus foi conquistada em 1968.
Harry Gregg deixou o clube na temporada 1966–67, contrado pelo Stoke City, que tinha contratado Dennis Viollet do United cinco temporadas antes. Kenny Morgans mudou-se para o Swansea City em 1961, depois de ter jogado poucas vezes pelo United no final da temporada 1957–58. Albert Scanlon foi vendido ao Newcastle United em novembro de 1960. Wood foi vendido ao Huddersfield Town um ano depois do acidente do Munique, depois de não ter conseguido recuperar o seu lugar na equipe de Gregg, deixando Old Trafford quase ao mesmo tempo que Colin Webster, que foi vendido ao Swansea Town.
Wilf McGuinness sofreu uma fratura numa perna num jogo de reserva durante a época de 1959–60 e nunca mais voltou à equipe principal. Permaneceu no clube como membro da equipe técnica e passou 18 meses como treinador do United após a aposentadoria de Busby em maio de 1969. Uma lesão pôs fim à carreira de John Doherty, que disputou o seu último jogo pelo Leicester City menos de um ano depois de o United o ter vendido ao clube de Midlands Oriental.
Sammy McIlroy nasceu em Belfast e transferiu-se para o Manchester United em 1969, o que fez dele a última contratação de Busby e "o último dos Busby Babes". Jeff Whitefoot também foi considerado "o último dos Busby Babes".

## Na cultura popular
As Busby Babes foram retratadas pela primeira vez no filme televisivo United (2011), que se centra na relação entre Jimmy Murphy (David Tennant) e Bobby Charlton (Jack O'Connell), na sequência do desastre aéreo de Munique. Embora o escocês Dougray Scott tenha interpretado o papel de Matt Busby, o filho de Busby terá ficado revoltado com a representação do pai, alegando que Busby foi o primeiro treinador de fato de treino, ao passo que no filme essa caraterística é atribuída a Murphy. Dos Busby Babes apresentados no filme, Eddie Colman, Duncan Edwards, Harry Gregg, Mark Jones e David Pegg são interpretados por Philip Hill-Pearson, Sam Claflin, Ben Peel, Thomas Howes e Brogan West, respectivamente. United também retratou Jones como o capitão do clube; na realidade, era Roger Byrne, que foi omitido do filme.
Os Busby Babes foram depois retratados no filme Believe (2013), uma história semi-ficcional passada em Manchester dos anos 80, em que um Busby mais velho (Brian Cox) gere uma equipe de rapazes numa taça local. Os Busby Babes têm um papel menor no filme e são mostrados em flashbacks (como parte dos pesadelos de Busby decorrentes do desastre aéreo de Munique) e como uma alucinação no clímax do filme. Os seguintes Busby Babes apresentados no filme incluem Geoff Bent (Lee Buckley), Roger Byrne (Daniel Shannon), Bobby Charlton (Daniel Swann), Eddie Coleman (Danny Leech), Duncan Edwards (George Gladstone), Mark Jones (Michael Jukes), David Pegg (Michael Ferguson), Tommy Taylor (Dean Bowman) e Liam Whelan (Matthew Leeming).
Fulwell 73 produziu um documentário, Busby (2019), que cobre os tempos de Busby no comando do Manchester United. O filme utiliza imagens de arquivo, uma vez que, nesta altura, a maior parte dos Busby Babes já tinha morrido. No entanto, Wilf McGuinness e Jeff Whitefoot aparecem como cabeças falantes, enquanto Bobby Charlton aparece através de uma narração.